# Arend Drost
Arend Drost (Zuidwolde, 18 januari 1918 — Zwolle, 23 mei 1996) was een Nederlandse burgemeester. Hij was lid van de Anti-Revolutionaire Partij (ARP).

## Leven en werk
Hij ging in Hoogeveen naar de hbs en werd daarna volontair bij de gemeentesecretarie van in zijn geboorteplaats Zuidwolde. In 1941 ging hij als ambtenaar ter secretarie werken bij de gemeente Beilen. In april 1947 werd hij commies bij de gemeente Hoogeveen waar hij het later tot hoofdcommies A bracht. Drost werd in augustus 1957 benoemd tot burgemeester van Uithuizermeeden. In april 1974 kreeg hij voor de tweede keer een hartaanval waarop hij met ziekteverlof ging. In de loop van dat jaar werd hij vervangen door het VVD-raadslid Jacobus van Veen, die benoemd werd tot waarnemend burgemeester. In 1975 zag Drost zich genoodzaakt om vanwege zijn gezondheid in 1975 ontslag te vragen. Het ontslag werd hem per 15 augustus 1975 eervol verleend.
Drost was een groot voorstander van de ontwikkeling van het Eemshavengebied. Hij toonde zich bij zijn afscheid als burgemeester teleurgesteld, dat hij geen bijdrage meer kon leveren aan de afronding van de plannen rond dit gebied.
Drost was getrouwd en had vier kinderen. Hij overleed in mei 1996 op 78-jarige leeftijd in Zwolle.